# Doropolje
Doropolje (phát âm [dɔˈɾoːpɔljɛ]) là một khu định cư về phia nam của Planina pri Sevnici trong khu đô thị Šentjur, miền đông Slovenia. Khu định cư, cũng như toàn bộ đô thị này, được bao gồm trong vùng thống kê Savinja, mà nó nằm trong phân vùng Slovenia của Công quốc lịch sử Styria.